# Ariel Martínez (Komponist)
Ariel Martínez (* 16. Dezember 1940 in San José de Mayo, Uruguay; † 2019) war ein uruguayisch-argentinischer Bandoneonist und Komponist.

## Leben
Martínez begann seine musikalische Laufbahn als Arrangeur und Bandoneonist der Tangogruppe Quinteto de la Guardia Nueva, die im Club de la Guardia Nueva in Montevideo auftrat und Musik im Stil des Tango Nuevo spielte. Sein zunehmendes Interesse an eigener kompositorischer Arbeit führte dazu, dass er ab 1966 Komposition bei Héctor Tosar studierte. Danach gründete er eine eigene Gruppe, das Trio Nuevo mit dem Pianisten Darwin Viscuso und dem Kontrabassisten Enrique del Puerto. Mit der Gruppe nahm er 1967 ein Album auf, dessen Musik mit Dissonanzen und irregulärer Rhythmik an Béla Bartók, Igor Strawinski und Astor Piazolla erinnerte.
Seit den 1970er Jahren wandte sich Martínez der elektroakustischen Musik zu. Seine ersten elektroakustischen Werke wurden im Laboratorio de música electrónica des Centro Latinoamericano de altos estudios musicales (CLAEM) am Instituto Torcuato di Tella in Buenos Aires realisiert. Von 1982 bis 1985 leitete er das neu gegründete Laboratorio de Investigación y Producción Musical (LIPM).

## Werke
- El glotón de Pepperland für Tonband (1970)
- Nosotros y ellos für Flöte, Oboe, Klarinette, Violine, Viola, Cello und Elektroakustik (1970)
- Cabotaje IIIa (En medio) für Tonband (1971)
- Tromboffolón I für Posaune, Tuba und Tonband (1971)
- Cabotaje IIIb für Flöte und Tonband (1971–1972)
- Cabotaje IIIc für drei Flöten und Tonband (1971–1976)
- Tromboffolón II für Trompete, Horn, Posaune und Tonband (1971–1978)